# Тетфорд (Вермонт)
Тетфорд (англ. Thetford) — місто (англ. town) в США, в окрузі Орандж штату Вермонт. Населення — 2775 осіб (2020).

## Демографія
Згідно з переписом 2010 року, у місті мешкало 2588 осіб у 1097 домогосподарствах у складі 734 родин. Було 1288 помешкань
Расовий склад населення:
| - 96,7 % — білих - 0,7 % — азіатів - 0,6 % — чорних або афроамериканців - 0,4 % — корінних американців |

До двох чи більше рас належало 1,6 %. Частка іспаномовних становила 1,0 % від усіх жителів.
За віковим діапазоном населення розподілялося таким чином: 21,3 % — особи молодші 18 років, 65,8 % — особи у віці 18—64 років, 12,9 % — особи у віці 65 років та старші. Медіана віку мешканця становила 46,2 року. На 100 осіб жіночої статі у місті припадало 92,4 чоловіків;  на 100 жінок у віці від 18 років та старших — 90,6 чоловіків також старших 18 років.
Середній дохід на одне домашнє господарство  становив 90 919 доларів США (медіана — 70 855), а середній дохід на одну сім'ю — 112 383 долари (медіана — 105 208). Медіана доходів становила 58 750 доларів для чоловіків та 59 861 долар для жінок. За межею бідності перебувало 8,7 % осіб, у тому числі 14,6 % дітей у віці до 18 років та 5,1 % осіб у віці 65 років та старших.
Цивільне працевлаштоване населення становило 1504 особи. Основні галузі зайнятості: освіта, охорона здоров'я та соціальна допомога — 38,8 %, мистецтво, розваги та відпочинок — 10,2 %, будівництво — 10,0 %.